# Batalla de Yaguaramas
La Batalla de Yaguaramas fue un hecho militar ocurrido el 4 de agosto de 1876 en la localidad del mismo nombre, en Las Villas, Cuba, en el contexto de la Guerra de los Diez Años (1868-1878). 

## Contexto histórico
En 1868, los patriotas cubanos se alzaron en armas contra el colonialismo español que mantenía el control de Cuba. 
Muy pronto, personas de todas partes del mundo se solidarizaron con la causa cubana y comenzaron a llegar una serie de expediciones a la isla desde el exterior, principalmente de los Estados Unidos, donde se hallaban un gran número de cubanos emigrados o exiliados.
Uno de esos extranjeros que inmediatamente se solidrizó con la causa cubana fue Henry Reeve, joven neoyorquino, que había participado en la Guerra de Secesión de su país (1861-1865), en el Ejército del Norte (antiesclavista). 
La guerra que comenzaba a desarrollarse en Cuba en esos momentos, no solamente reclamaba la independencia total de la isla, sino que también exigía la abolición total de la esclavitud, por lo que el joven estadounidense, que había luchado contra la esclavitud en su país, se sintió identificado y se ofreció voluntario para venir a Cuba en la expedición del Vapor Perrit, en 1869. 
Luego de mucho bregar, el joven Reeve fue ascendiendo progresivamente en las filas cubanas hasta alcanzar el grado de General de Brigada (Brigadier) del Ejército Mambí en 1873.
Fue segundo del Mayor general Ignacio Agramonte y, a la muerte de este en 1873, pasó a ser el segundo del Mayor general Máximo Gómez. Bajo el mando de este último, Reeve participa en la Invasión a Las Villas, circunstancias en las cuales se desarrolla la batalla que da nombre a este artículo. 

### Invasión a Occidente
En el contexto de la Invasión a Occidente (1875-1876), el Mayor general Máximo Gómez había invadido Las Villas junto con Reeve y el Contingente Invasor desde poco antes. Sin embargo, se presentaron una serie de problemas, tanto políticos como militares, que fueron retrasando la marcha de las tropas y estancando la campaña de los cubanos. Por un lado, los oficiales villareños se negaban a obedecer a Gómez, por otro, muchísimos soldados cubanos se negaban a combatir fuera de su región de origen. 
Para colmo de males, en la primavera de 1875, en plena invasión, la Sedición de Lagunas de Varona, encabezada por el Mayor general Vicente García González en dicho lugar y secundado o apoyado por buen número de oficiales logró deponer al entonces presidente de la República de Cuba en Armas, Salvador Cisneros Betancourt, causando desorden y fuertes discrepancias entre los cubanos. 
El nuevo presidente, el coronel Juan Bautista Spotorno, expidió un decreto proclamando que todo aquel que aceptara o negociara propuestas enemigas de paz sin independencia, sería inmediatamente pasado por las armas. Sin embargo, la unidad de los cubanos, que siempre fue precaria, ya se había quebrado en buena medida. 
En medio de todo este torbellino, los oficiales villareños expulsan a Gómez de Las Villas, por no ser cubano (Gómez era dominicano). Fue en ese contexto, que el Brigadier Reeve, que tampoco era cubano, se encontró solo con sus tropas en territorio hostil, casi sin apoyo de los villareños y con su jefe inmediato superior expulsado del territorio. 
A pesar de todo esto, la capacidad militar de Reeve lo ayudó a seguir adelante con su parte de la campaña en la región fronteriza de Las Villas con Matanzas en el verano de 1876.

## La batalla
Reeve desplegaba una importante campaña entre los territorios de Colón y Cienfuegos a principios de agosto de 1876 y se enteró de que muy cerca del poblado de Yaguaramas se hallaban tropas españolas. 
El Brigadier Reeve cargó al frente de su caballería. Hallándose comprometida la seguridad de sus tropas, ordenó la retirada. En el fragor de la retirada, fue herido en el pecho y la ingle. 
Cayó de su caballo por el dolor de las heridas. Al intentar levantarse, fue herido en el hombro. Su caballo fue muerto en el enfrentamiento, lo cual imposibilitó su retirada del combate, pues Reeve era casi paralítico, producto de varias heridas sufridas en las caderas, en batallas anteriores. 
En medio del tiroteo, se apareció su ayudante ofreciéndole su propio caballo. El Brigadier ordenó que se retirara de inmediato para salvar su vida. 
Con su machete y su revólver, el Brigadier Reeve repelió a las tropas enemigas tras un parapeto y, al agotar su munición, se pegó un tiro en la sien. 
Esta actitud era muy común entre las tropas cubanas de la época, sobre todo los oficiales, pues preferían morir por mano propia, que ser capturados para ser ejecutados poco después por el enemigo. El gobierno español de la isla había decretado desde 1869 la guerra a muerte contra los independentistas cubanos, lo cual implicaba no hacer prisioneros.

### Consecuencias
Era el 4 de agosto de 1876 y había muerto el Brigadier Henry Reeve, de 26 años de edad. El segundo intento cubano de invadir el occidente de la isla había fracasado. 
Con la expulsión de Gómez de Las Villas y la muerte de Reeve, las tropas dipersas de villareños quedaban prácticamente a merced del enemigo. 
Hacia 1877, el general español Arsenio Martínez Campos comenzaría la llamada Pacificación de Las Villas, una campaña político-militar encaminada a eliminar por captura o capitulación a las tropas villareñas, sin ejecuciones y con la menor pérdida de vidas posible, para sí atraer a los cubanos progresivamente hacia la paz sin independencia.
Todo esto conllevó a la firma del Pacto del Zanjón el 10 de febrero de 1878, que puso fin a la guerra en la mayor parte del país. Casi cien años después, se erigió un monumento en memoria de Reeve en el lugar del combate.